# Cassidinidea tuberculata
Cassidinidea tuberculata là một loài chân đều trong họ Sphaeromatidae. Loài này được Richardson miêu tả khoa học năm 1912.